# Constantin Carathéodory

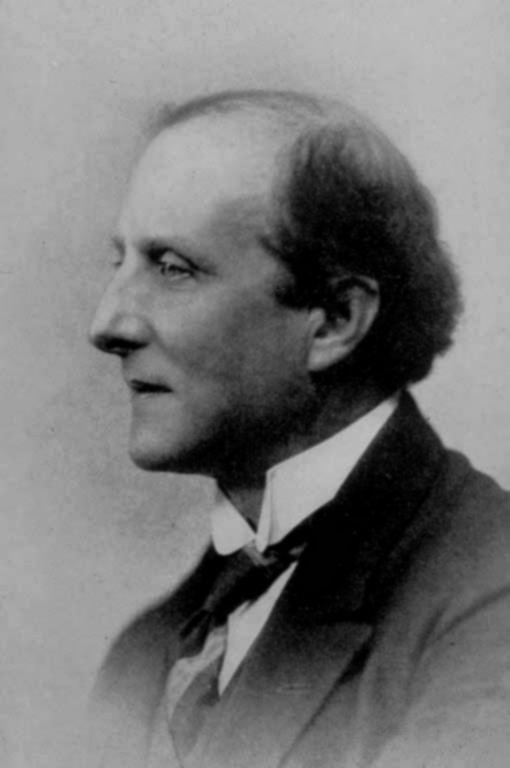
Constantin Carathéodory (ca. 1920)

Constantin Carathéodory (griechisch Κωνσταντίνος Καραθεοδωρή Konstantínos Karatheodorí; * 13. September 1873 in Berlin; † 2. Februar 1950 in München) war ein griechischer Mathematiker. In der Literatur findet sich der Nachname auch als Karatheodori, Caratheodory oder Carathéodori.

## Leben
Carathéodory wurde als Sohn von Stephanos Carathéodory (1834–1908), einem griechischen Diplomaten im Dienste des Osmanischen Reiches, und von Despina Petrococchino (1850 bis vor 1879) geboren. Die Familie Carathéodory weist eine lange diplomatische Tradition auf und mehrere Familienmitglieder hatten wichtige Regierungsposten in Konstantinopel inne. Ein Großonkel, Alexander Carathéodory Pascha, der zugleich der Vater seiner Ehefrau Euphrosyne war, hatte 1878 als Außenminister die Hohe Pforte auf dem Berliner Kongress vertreten, an dem der Vater von Carathéodory ebenfalls teilnahm (als Sekretär). Die Familie stammt ursprünglich aus dem Dorf Vosnochori (Βοσνοχώρι), heute Nea Vyssa (Νέα Βύσσα) bei Orestiada.
Carathéodory wuchs in Brüssel auf, wo sein Vater ab 1875 Botschafter war. Bereits in seinen Jugendjahren wurde seine mathematische Begabung deutlich und er gewann diverse schulische Auszeichnungen. Zweimal gewann er bei den Concours généraux aller höheren Schulen des Landes den ersten Preis in Mathematik. 1891 legte er das belgische Abitur ab und trat als élève étranger in die École Militaire de Belgique in Brüssel ein. Das Ingenieurstudium an dieser Kadettenanstalt schloss er nach vier Jahren ab.
Als Bauingenieur im Offiziersrang begab er sich 1895 in das Osmanische Reich nach Mytilene (Lesbos), um dort beim Ausbau des Straßennetzes zu helfen. Weitere Bauprojekte verhinderte der Griechisch-Türkische Krieg 1896/97. Carathéodory ging nach London, um wenig später für eine britische Firma am Suezkanal zu arbeiten. In Assiout arbeitete er zwei Jahre lang als Assistant-Engineer für die Nil-Regulierung. In seiner Freizeit beschäftigte er sich mit der Mathematik und studierte die Werke Camille Jordans, insbesondere dessen Cours d’Analyse. Er führte Messungen im Eingang der Cheops-Pyramide durch, die er auch veröffentlichte. Hier fasste er zur großen Überraschung seiner Familie den Entschluss, sich künftig ausschließlich mit der Mathematik zu beschäftigen.
Carathéodory besuchte die Universitäten Berlin (1900–1901) und Göttingen (1902–1904). Für seine Promotion an der Universität Göttingen, die zu dieser Zeit wegen ihrer herausragenden Mathematiker weltweit einen hervorragenden Ruf genoss, wählte er das Thema Über die diskontinuierlichen Lösungen in der Variationsrechnung. In Göttingen wurde die Begabung Carathéodorys erkannt und noch am Vortag des Rigorosums trat Felix Klein an ihn mit dem Vorschlag heran, sich in Göttingen zu habilitieren. Den Doktorgrad erwarb er am 1. Oktober 1904. Sein Doktorvater war Hermann Minkowski. Bereits im März des darauffolgenden Jahres erhielt er die venia legendi, die Lehrbefugnis. Seine Habilitationsschrift wurde ohne Einhaltung einer Frist vorgelegt. Drei Jahre lang arbeitete er in Göttingen als Privatdozent. 1908 wechselte er nach Bonn, 1909 wurde er ordentlicher Professor an der Technischen Hochschule Hannover. Im Jahr darauf wurde er an die neu gegründete Technische Hochschule Breslau berufen. 1913 kehrte er als Nachfolger von Felix Klein nach Göttingen zurück. 1918 folgte er dem Ruf nach Berlin. Zusammen mit Albert Einstein wurde er 1919 in die Preußische Akademie der Wissenschaften aufgenommen. Bei der Aufnahme Carathéodorys sprach Max Planck die Laudatio. Im selben Jahr wurde er zum korrespondierenden Mitglied der Göttinger Akademie der Wissenschaften gewählt.

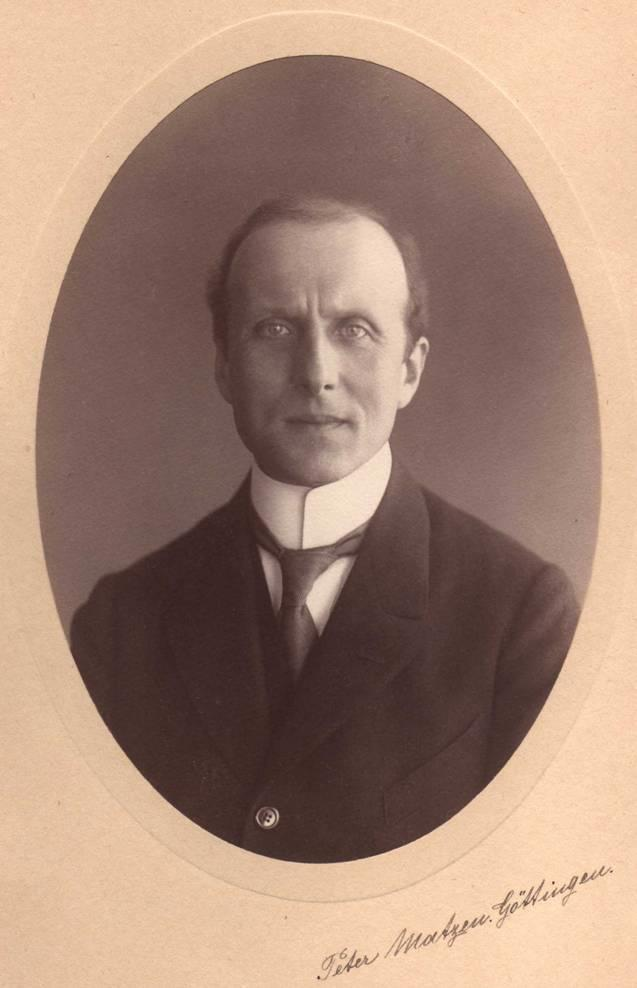
Carathéodory

Im Jahre 1920 erhielt er den Ruf der Universität Smyrna im heutigen Izmir, die ihn zum Präsidenten ernannte. Er trug maßgeblich zu deren Aufbau bei, aber seine Arbeit endete 1922 mit dem Einmarsch der Türken im Ruin. Carathéodory konnte noch rechtzeitig seine Familie – Frau, Sohn und Tochter – auf der Insel Samos in Sicherheit bringen, um allein nach Smyrna zurückzukehren. Dort organisierte er die Rettung kostbaren Schriftguts der Universität, das er auf Booten nach Griechenland transportieren ließ. Danach fand Carathéodory mit seiner Familie Zuflucht in Athen. Hier lehrte er bis zum Jahre 1924.
1924 wurde er Nachfolger von Ferdinand Lindemann an der Universität München. 1925 wurde er als ordentliches Mitglied in die Mathematisch-naturwissenschaftliche Klasse der Bayerischen Akademie der Wissenschaften gewählt. Den Antrag für seine Aufnahme hatte Alfred Pringsheim mit unterzeichnet. Carathéodory war 1927 Mitunterzeichner des Antrags dieser Klasse, Albert Einstein, mit dem er regelmäßigen Briefkontakt pflegte, als korrespondierendes Mitglied aufzunehmen. An der Akademie war Carathéodory unter anderem mitverantwortlich für die Herausgabe der Werke von Johannes Kepler. Ihn und seine Kollegen Oskar Perron und Heinrich Tietze bezeichnete man als „Münchner Dreigestirn der Mathematik“.
1928 hielt sich Carathéodory längere Zeit in den Vereinigten Staaten auf. Er hielt Gastvorträge an der University of Pennsylvania, in Harvard, in Princeton sowie an der University of Texas at Austin und an der University of Texas at San Antonio.
1930 trug die griechische Regierung die Bitte an ihn heran, die Neuorganisation der Universitäten Athen und Thessaloniki zu organisieren. Carathéodory folgte dieser Bitte, obwohl Münchner Kollegen wie Arnold Sommerfeld versuchten, ihn zum Bleiben zu bewegen. Während dieser Zeit schrieb er auch für die große griechische Enzyklopädie einen Beitrag über Mathematik. Auf der Akropolis untersuchte er den Parthenon. Nach Erledigung dieses Auftrages kehrt er nach München zurück. 1938 wurde er emeritiert. Die Zeit des Nationalsozialismus verbrachte er zurückgezogen als Kirchenvorstand der Griechischen Kirche zum Erlöser am Münchner Salvatorplatz, wobei er nach einjähriger Pause wieder eine Vorlesung über Potentialtheorie hielt. Im Sommer 1946 hielt er nach schwerer Erkrankung seinen ersten Vortrag beim Mathematischen Colloquium in München zum Thema „Über Länge und Oberfläche“. Ende Januar 1950 verschlechterte sich sein Gesundheitszustand erneut. Am 2. Februar verstarb er an seinem Leiden. Carathéodory ist auf dem Münchner Waldfriedhof begraben. Seine Frau Euphrosyne war bereits am 29. Juli 1947 verstorben.

## Leistungen
Carathéodory war stark von David Hilbert beeinflusst. Er lieferte fundamentale Ergebnisse in vielen Gebieten der Mathematik, insbesondere in der Theorie der partiellen Differentialgleichungen, der Funktionentheorie (z. B. Carathéodorysche Metrik), der Variationsrechnung und der Maß- und Integrationstheorie.
Seine Beiträge zur Variationsrechnung, Funktionentheorie, geometrischen Optik, Thermodynamik sowie zur theoretischen Physik beeinflussten viele namhafte Mathematiker. Aus der Korrespondenz mit Albert Einstein geht hervor, dass Carathéodory diesem wichtige mathematische Erklärungen für seine Grundlegung der Relativitätstheorie geben konnte. Der neue Feldbegriff, den Carathéodory in die Variationsrechnung eingeführt hat, sollte große Folgen haben. Carathéodory leitete daraus eine Ungleichung ab, die 20 Jahre später unter anderem Namen als Bellmansche Gleichung oder Ungleichung in der mathematischen Welt Aufsehen erregt, die Grundlage wird für das Prinzip der dynamischen Optimierung und seither weit über die Mathematik hinausstrahlt.
Seine Untersuchungen über einfache Integrale in der Variationsrechnung blieben nicht auf die Ebene beschränkt, sondern er entwickelte sie weiter für den Raum. Daneben arbeitete er an Variationsproblemen mehrfacher Integrale. Auch der Optik, der Mechanik sowie der Planetenbewegung widmete er als Akademiemitglied mehrere Abhandlungen. Einen besonderen Platz nahm aber die Thermodynamik ein. Schon seine 1909 erschienene Veröffentlichung auf diesem Gebiet (Erste axiomatisch strenge Begründung der Thermodynamik) fand große Beachtung durch Max Planck und Max Born.
In der Funktionentheorie ist der Fortsetzungssatz von Carathéodory sein 1913 bewiesenes Resultat, dass eine konforme Abbildung der Einheitskreisscheibe auf ein von einer Jordan-Kurve begrenztes Gebiet eine stetige, bijektive Fortsetzung auf den Rand der Einheitskreisscheibe hat. Des Weiteren ist nach ihm sein 1912 gefundenes Resultat benannt, dass die lokal gleichmäßige Konvergenz einer Folge von konformen Abbildungen der Einheitskreisscheibe der Kernkonvergenz der Bildgebiete entspricht. In der Differentialgeometrie wird ihm die Vermutung von Carathéodory zugeschrieben, die die Existenz mindestens zweier Nabelpunkte auf jeder glatten, geschlossenen und konvexen Fläche postuliert (die Vermutung ist offen).
1926 führte er den allgemeinen Beweis, dass kein System aus Linsen und Spiegeln ohne optische Abbildungsfehler (Aberrationen) existiert, mit der Ausnahme des trivialen Falls für ebene Spiegel. 1940 veröffentlichte er gemeinsam mit Bernhard Schmidt eine Theorie eines Spiegelteleskops zur Theorie des Schmidt-Teleskops, dessen erstes Exemplar dieser in Hamburg-Bergedorf gebaut hatte und von dem bald weitere z. B. auf dem Mount Palomar folgten. 1932 hielt er einen Plenarvortrag auf dem Internationalen Mathematikerkongress in Zürich (Über die analytischen Abbildungen durch Funktionen mehrerer Veränderlicher).
Er hat diverse weitere mathematische Lehrsätze entdeckt, darunter das Maximumprinzip. Der Maßerweiterungssatz von Carathéodory ist bis heute Gegenstand zahlreicher mathematischer Untersuchungen.
Die Ludwig-Maximilians-Universität München hat 2002 in Anerkennung seiner Leistungen einem der größten Hörsäle des Mathematischen Instituts in einer Feierstunde den Namen Constantin-Carathéodory-Hörsaal verliehen. Unter den Gästen war seine Tochter Despina Rodopoulou-Carathéodory.
Carathéodory erfreute sich wegen seines außergewöhnlichen analytischen Verstandes und seiner fachlichen Kompetenz, zugleich aber auch wegen seiner persönlichen Integrität einer hohen Wertschätzung weit über sein Fach hinaus. Neben seinen zahlreichen Verdiensten in der Mathematik ist Carathéodory aber auch für sein außergewöhnliches Sprachtalent bekannt. Seine Muttersprachen waren Griechisch und Französisch. Zusätzlich publizierte er die meisten seiner Arbeiten auf Deutsch, und er sprach fließend Englisch, Italienisch und Türkisch.

## Schriften
- Gesammelte Mathematische Schriften. Beck, München 1956, 1957, 5 Bände.
- Variationsrechnung und partielle Differentialgleichungen erster Ordnung. 2. Auflage. Teubner, 1956 (englische Übersetzung Calculus of variations and partial differential equations of first order. American Mathematical Society 1999).
- Funktionentheorie. 2 Bände. 2. Auflage. Birkhäuser, 1961 (englische Übersetzung Theory of functions of a complex variable. 2 Bände. Chelsea Publ., 1954).
- Mass und Integral und ihre Algebraisierung. Birkhäuser, 1956 (englische Übersetzung: Algebraic theory of measure and integration. Chelsea 1963).
- Conformal representations. Cambridge University Press, 1969.
- Geometrische Optik. Springer, 1937.
- Vorlesungen über reelle Funktionen. 2. Auflage. Teubner, 1927 (zuerst 1918, Reprint Chelsea 1948).
- Über die diskontinuirlichen Lösungen in der Variationsrechnung. Dissertation. Göttingen 1904.
- Untersuchungen über die Grundlagen der Thermodynamik. In: Mathematische Annalen. Band 67, 1909, S. 355–386. (Göttinger Digitalisierungszentrum).
- Über eine Verallgemeinerung der Picardschen Sätze. In: Sitzungsberichte Preußische Akademie der Wissenschaften, Math.-Physik. Klasse. Berlin 1920, S. 202–209 (und Gesammelte Math. Schriften, Band 3, S. 45).
- Über den Variabilitätsbereich der Koeffizienten von Potenzreihen, die gegebene Werte nicht annehmen. In: Mathematische Annalen. Band 64, 1907, S. 95–115.
- Über den Variabilitätsbereich der Fourier’schen Konstanten von positiven harmonischen Funktionen. In: RCMP (Rendiconti del Circolo Matematico di Palermo). Band 32, 1911, S. 193–217.